# Área metropolitana de Amarillo

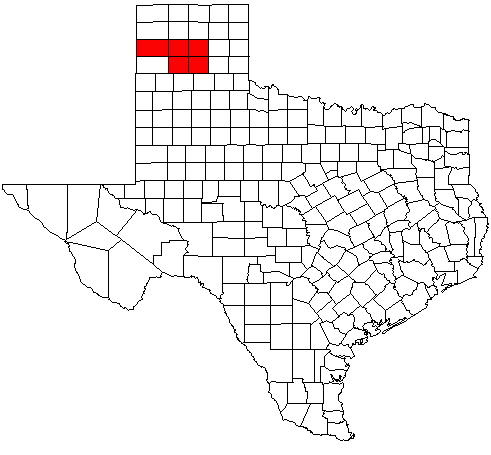
Mapa del estado estadounidense de Texas, destacando el área metropolitana de Amarillo

El Área Metropolitana de Amarillo, definida oficialmente como Área Estadística Metropolitana de Amarillo MSA por la Oficina del Censo de los Estados Unidos; es un Área Estadística Metropolitana centrada en la ciudad Amarillo, ubicada en la región del Panhandle del estado de Texas, Estados Unidos.
Cuenta con una población de 249.881 habitantes según el censo de 2010.

## Composición
Los 4 condados del área metropolitana y su población según los resultados del censo 2010:
- Armstrong – 1.901 habitantes
- Carson – 6.182 habitantes
- Potter – 121.073 habitantes
- Randall – 120.725 habitantes

## Principales ciudades del área metropolitana
- Amarillo
- Canyon
- Claude
- Panhandle
- White Deer